# Johann Liss

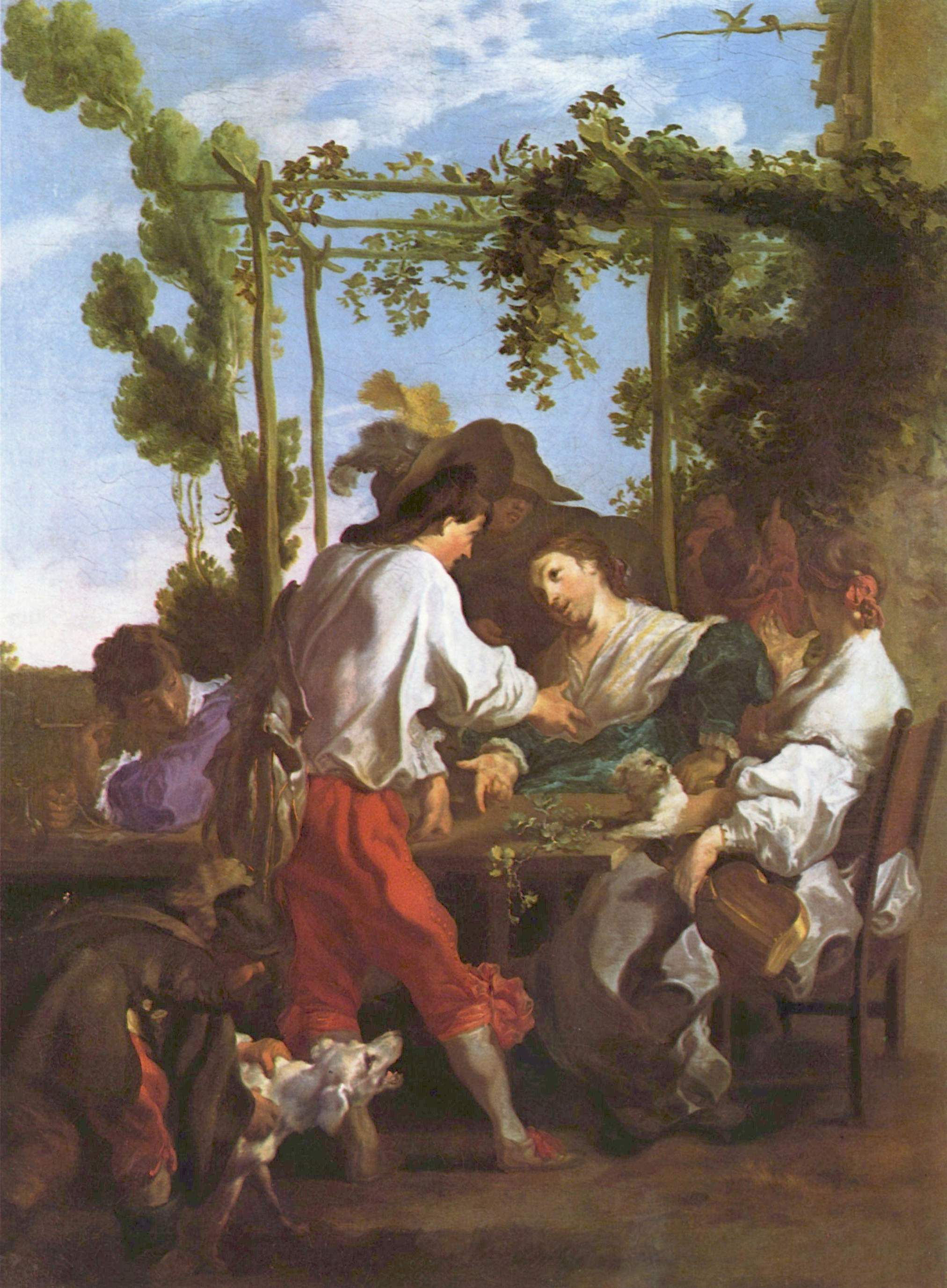
El juego de la morra, Kassel, Staatliche Kunstsammlungen, h. 1622.

Johann Liss (también llamado Jan Lys) (Oldenburg, h. 1597-Verona, 5 de diciembre de 1631) fue un destacado pintor barroco alemán del siglo XVII, activo principalmente en Italia.

## Biografía
Liss nació en Oldenburg en Schleswig-Holstein, Alemania. Después de una formación inicial en su lugar natal, siguió sus estudios, quizá con Hendrick Goltzius en los Países Bajos, visitando primero Ámsterdam y Haarlem; en esta última ciudad debió conocer la obra de manieristas tardíos como el mismo Goltzius o Willem Pieterszoon Buytewech, puesto que pintó una serie de escenas de género del tipo «alegre compañía» influidas por estos. Pasó después por Amberes, donde quizá conociese al flamenco Jacob Jordaens, lo que le encaminó hacia la pintura barroca. Alrededor de 1620 marchó vía París a Venecia. Se trasladó a Roma alrededor de 1620-2, y sus primeras obras se vieron influidas por el estilo de Caravaggio. La duración de su estancia en Roma es desconocida.
Aunque su obra temprana muestra el interés por el contraste de luces y sombras, su asentamiento en Venecia a principios de los años 1620 influyó definitivamente en su estilo, que evolucionó hacia un colorismo que no descuidaba la dimensión monumental y decorativa de las composiciones. En 1627 pintó un cuadro de altar muy admirado, San Jerónimo inspirado por el ángel (Venecia, San Niccolò da Tolentino). La pincelada desenvuelta hace de este trabajo un claro precursor del estilo rococó de los hermanos Guardi. Su estilo de madurez, junto con el de otros pintores «extranjeros» que vivían en Venecia, como Domenico Fetti y Bernardo Strozzi, representan las primeras muestras del estilo barroco en la República veneciana.
Liss huyó a Verona para escapar de la peste que se estaba expandiendo por Venecia. Su fallecimiento se encuentra registrado en Verona como «Gio: Lis olandese' en 'S.Zeno/Nel Hospedol de Soldati», fallecido el 5 de diciembre de 1631.
Su legado es el de un pintor polifacético, que supo dominar los temas mitológicos, con un toque sensual y pío a la vez en los temas bíblicos, siendo un indiscutible maestro del color. Influyó mucho en los pintores venecianos del siglo XVIII como Sebastiano Ricci, Giovanni Battista Tiepolo y Giovanni Piazzetta.

## Obras

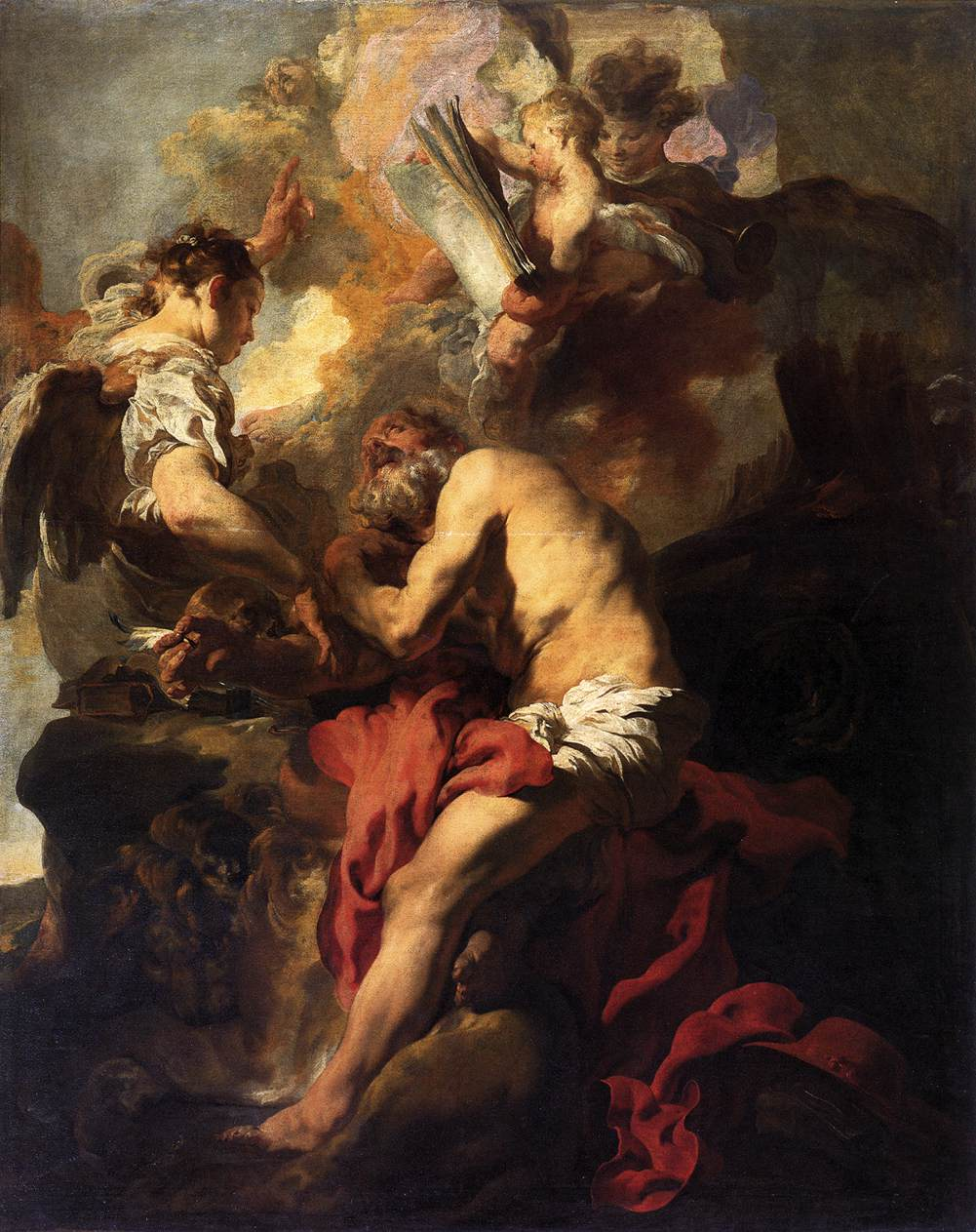
La visión de san Jerónimo, iglesia de los Tolentini, Venecia.

Johan Liss dejó un escaso número de obras.
- Hallazgo de Moisés (Palais des Beaux-arts, Lille)
- Éxtasis de san Pablo (Gemäldegalerie de Berlín)
- Visión de san Jerónimo (Iglesia de los Tolentini, Venecia)
- El juego de la morra, h. 1622 (Gemäldegalerie Alte Meister, Kassel)
- La muerte de Cleopatra, hacia 1622-1624 (Alte Pinakothek, Múnich)
- Abel llorado por sus padres (Galería de la Academia, Venecia)
- Venus frente al espejo, 1625-26 (Uffizi, Florencia)
- La muerte de Faetón.
- Judith en la tienda de Holofernes ,(National Gallery, Londres)